# Bob Eisenhardt
Bob Eisenhardt ist ein US-amerikanischer Filmregisseur, Filmeditor und Filmemacher, der für den Schnitt von Dokumentarfilmen bekannt ist. Er wurde für einen Oscar nominiert, ist viermaliger Emmy-Gewinner und zweimaliger Gewinner des Eddie Awards der American Cinema Editors. 

## Biografisches
Eisenhardt studierte am Pratt Institute, einer privaten Universität in Brooklyn im Bundesstaat New York.
Für eine 1980 erschienene Folge der Fernsehserie The Body Human mit dem Titel The Body Beautiful, die 1980 gesendet wurde, wurde Eisenhardt in der Kategorie „Bester Schnitt“ mit einem Primetime Emmy ausgezeichnet. Im Film werden Beispiele für rekonstruktive Chirurgie gezeigt. Für seinen Dokumentar-Kurzfilm Spaces: The Architecture of Paul Rudolph von 1983 erhielt Eisenhardt eine Oscarnominierung und wurde außerdem mit dem Emmy Award ausgezeichnet. Der Film befasst sich mit dem US-amerikanischen Architekten Paul Rudolph und dessen Werdegang und Arbeiten. Der Oscar ging jedoch an Cynthia Scott und Adam Symansky und deren Film Flamenco at 5:15, in dem kanadische Schüler im Tanz Flamenco unterrichtet werden.
In der dokumentarischen Biografie Everything Is Copy von 2015 wird ein Blick auf das Leben und die Arbeit der Schriftstellerin und Filmemacherin Nora Ephron geworfen. Eisenhardt wurde für den Schnitt des Films mit dem Eddie Award ausgezeichnet. Diese Auszeichnung erhielt er auch für den abenteuerlichen Dokumentarfilm Free Solo von 2018, der Alex Honnolds Versuche zeigt, als erste Person überhaupt allein den El Capitan Free Solo zu meistern. Für und mit den Action-Dokumentarfilm The Rescue, der die Geschichte der Wild Boars, einer Jugendfußballmannschaft und deren dramatische Rettung zum Inhalt hat, war Eisenhardt sowohl für einen Eddie Award als auch einen Critic’s Choice Documentary Award und einen Cinema Eye Honors Award nominiert.
Wenn Eisenhardt nicht im Schneideraum ist, unterrichtet er die Master class, eine Klasse für Abschlussarbeiten am MFA Programm der School of Visual Arts und des Weiteren an der New York Film Academy.

## Filmografie (Auswahl)
- 1977: The Divided Trail: A Native American Odyssey (Dokumentar-the Kurzfilm; Filmschnitt/Montage)
- 1977: The Big Blue Marble (Fernsehserie, Folge Staffel 4, Epis. 5 Trinidad Carnival; Regie)
- 1979: The Man Who Loved Bears (Fernsehfilm; Filmschnitt/Montage)
- 1979, 1980: The Body Human (Fernsehserie, Folgen The Magic Sense + The Body Beautiful; Filmschnitt/Montage)
- 1983: Spaces: The Architecture of Paul Rudolph (Dokumentar-Kurzfilm; Regie, Filmschnitt/Montage)
- 1985: Oceanquest (Fernsehserie, Folge S1/E5 Close Encounters; Filmschnitt/Montage)
- 1985: Stripper (Filmschnitt/Montage)
- 1988: Smithsonian World (Fernsehserie, Folge American Dream at Groton; Filmschnitt/Montage)
- 1989: Making of the Sports Illustrated 25th Anniversary Swimsuit Issue (Dokumentarfilm; Filmschnitt/Montage)
- 1990: From D-Day to the Rhine with Bill Moyers (Fernsehfilm; Filmschnitt/Montage)
- 1991: Soldiers of Music (Regie, Filmschnitt/Montage)
- 1993: Great Performances (Fernsehserie, Folge S22/E11 Vladimir Horowitz: A Reminiscence; Filmschnitt/Montage)
- 1993: Degenerate Art (Fernsehfilm; Filmschnitt/Montage)
- 1993–2001 Real Sex (Fernsehserie, 9 Folgen; Filmschnitt/Montage)
- 1996: Back from Madness: The Struggle for Sanity (Fernsehfilm; Filmschnitt/Montage)
- 1996: The West – Die Eroberung des Westens (Miniserie, 3 Folgen; mitwirkender Editor)
- 1997: Concert of Wills: Making the Getty Center (Regie, Filmschnitt/Montage)
- 1997: Green Chimneys (Co-Regisseur, Filmschnitt/Montage)
- 1998, 1999: American Masters (Fernsehserie, Filmschnitt/Montage;
Folgen S14/E1 Hitchcock, Selznick and the End of Hollywood/S15/E6 A Conversation with Gregory Peck)
- 2000: Twilight: Los Angeles (Filmschnitt/Montage)
- 2000: Soldiers in the Army of God (Filmschnitt/Montage)
- 2002: American Standoff (Filmschnitt/Montage)
- 2003: Kofi Annan: Center of the Storm (Fernsehfilm; Filmschnitt/Montage)
- 2003: The Blues (Miniserie, Folge S1/E5 Godfathers and Sons; Filmschnitt/Montage)
- 2004: Lightning in a Bottle (Filmschnitt/Montage)
- 2004: Music from the Inside Out (Filmschnitt/Montage)
- 2005: Bearing Witness (Regie, Filmschnitt/Montage)
- 2006: Independent Lens (Fernsehserie, Folge S7/E22 Music from the Inside Out; Filmschnitt/Montage)
- 2006: Shut Up & Sing (Filmschnitt/Montage)
- 2007: Small Steps: Creating the High School for Contemporary Arts (Dokumentarfilm; Filmschnitt/Montage)
- 2007: No End In Sight – Invasion der Amateure? (redaktioneller Berater)
- 2007: Mr. Untouchable – Der Drogenpate der Bronx (redaktioneller Berater, Filmschnitt/Montage)
- 2008: Living in Emergency (Filmschnitt/Montage)
- 2008: Valentino: Der letzte Kaiser (alentino: The Last Emperor; Dokumentarfilm; Filmschnitt/Montage)
- 2009: After the Storm (Filmschnitt/Montage)
- 2009: Woodstock: Now & Then (Fernsehfilm; betreuender Redakteur, Filmschnitt/Montage)
- 2010: 30 for 30 (Fernsehserie, Folge S1/E22 The House of Steinbrenner; Filmschnitt/Montage)
- 2010: Racing Roman (redaktioneller Berater)
- 2011: Gun Fight (Fernsehfilm; Filmschnitt/Montage)
- 2011: Looking for Me, in America (Kurzfilm; betreuender Redakteur)
- 2012: Wagner’s Dream (Filmschnitt/Montage)
- 2012: The Metropolitan Opera HD Live (Fernsehserie, Folge S6/E10 Massenet: Manon; Editor bei Wagners Traum)
- 2013: Dancing in Jaffa (Filmschnitt/Montage)
- 2013: Jerusalem (Kurzfilm; Filmschnitt/Montage)
- 2015: Meru (Filmschnitt/Montage)
- 2015: Everything Is Copy (Filmschnitt/Montage)
- 2015: Harry & Snowman (redaktioneller Berater)
- 2016: Restless Creature: Wendy Whelan (Filmschnitt/Montage)
- 2016: Citizen Jane: Battle for the City (redaktioneller Berater)
- 2017: Scotty and the Secret History of Hollywood (Filmschnitt/Montage)
- 2018: Free Solo (Filmschnitt/Montage)
- 2018: Outside the Bubble: On the Road with Alexandra Pelosi (Fernsehfilm; Filmschnitt/Montage)
- 2018: Op-Docs (Fernsehserie, Folge What if he falls; beratender Editor)
- 2021: The Rescue (Filmschnitt/Montage)
- 2021: Grandpa Was an Emperor (Filmschnitt/Montage)
- 2023: Wild Life (Filmschnitt/Montage)

## Auszeichnungen
Primetime Emmy Awards
- 1980: Gewinner des Primetime Emmy gemeinsam mit Hank O’Karma und Jane Kurson für und mit The Body Beautiful
- 1984: nominiert für den Primetime Emmy gemeinsam mit John D. Backe, Thomas W. Moore, Alfred R. Kelman, Robert E. Fuisz und Nancy Smith
für und mit The Journey Within
- 1991: Gewinner des Primetime Emmy gemeinsam mit Peter Gelb, Susan Froemke und Albert May für und mit Soldiers of Music
- 2019: Gewinner des Primetime Emmy für und mit Free Solo

News & Documentary Emmy Awards sowie Daytime Emmy Awards sowie Academy Awards
- 1982: nominiert für den Daytime Emmy für und mit Becoming a Woman
- 1984: Gewinner des Emmy Awards für und mit Spaces: The Architecture of Paul Rudolph
- 1984: nominiert für den Oscar für und mit Spaces:The Architecture of Paul Rudolph in der Kategorie „Bester Dokumentar-Kurzfilm“
- 2013: nominiert für den Emmy für und mit The Metropolitan Opera HD Live für die Episode Wagner’s Dream

International Documentary Association und Directors Guild of America sowie DocAviv Film Festival
- 1991: Gewinner des IDA Awards gemeinsam mit Susan Froemke, Peter Gelb und Albert Maysles für und mit Soldiers of Music
- 1992: nominiert für den DGA Award gemeinsam mit Susan Froemke, Peter Gelb und Albert Maysles für und mit Soldiers of Music
- 2013: Gewinner „Best Editing“ gemeinsam mit Philip Shane für und mit Dancing in Jaffa

American Cinema Editors
- 2017: Gewinner des Eddie Awards für und mit Everything Is Copy
- 2019: Gewinner des Eddie Awards für und mit Free Solo
- 2022: nominiert für den Eddie Award für und mit The Rescue

Critics’ Choice Documentary Awards
- 2018: nominiert für den Critic’s Choice Documentary Award in der Kategorie „Bester Schnitt“ für und mit Free Solo
- 2021: nominiert für den Critic’s Choice Documentary Award in der Kategorie „Bester Schnitt“ für und mit The Rescue

Cinema Eye Honors Awards
- 2022: nominiert für den Cinema Eye Honors Award in der Kategorie „Hervorragende Produktionsleistung“
gemeinsam mit Elizabeth Chai Vasarhelyi, Jimmy Chin, P. J. van Sanwijk und John Battsek für mit The Rescue
- 2022: nominiert für den Cinema Eye Honors Award in der Kategorie „Herausragende Leistung im Sachfilm“
gemeinsam mit Elisabeth Chai Vasarhelyi, Jimmy Chin, P.J. van Sandwijk und John Battsek für und mit The Rescue
- 2022: nominiert für den Cinema Eye Honors Award in der Kategorie „Herausragende Leistung im Bereich Editing“